# James McKay (homme politique canadien)
Pour les articles homonymes, voir James McKay et McKay.
James McKay  (12 juillet 1862-1er décembre 1931) est un homme politique canadien de la Saskatchewan. Il est député fédéral conservateur de la circonscription saskatchewanaise de Prince Albert de 1911 jusqu'à sa démission en 1914.

## Biographie
Né à Fort Ellice (en) sur le territoire de la Terre de Rupert, McKay étudie à Westbourne (en) au Manitoba et au St. John's College (en) de l'université du Manitoba. Alors qu'il étudie à St. John's, il remporte la Dufferin Medal (en) en histoire ancienne et moderne en 1877. Pratiquant le droit, il est nommé au barreau du Manitoba en 1886. Pendant qu'il étudiait le droit, il sert dans la Compagnie C des Winnipeg Rifles qui sert durant la rébellion du Nord-Ouest.
McKay pratique le droit à Winnipeg et ensuite à Prince Albert en Saskatchewan dès 1887. Procureur de la couronne de 1888 à 1897, il est également nommé conseiller de la reine.
Candidat défait dans la circonscription fédérale de Saskatchewan lors de l'élection de 1896, il est défait par Wilfrid Laurier qui devient alors le nouveau premier ministre en exercice. À nouveau défait dans Prince Albert en 1908, il parvient à prendre le siège en 1911. McKay démission en 1914 pour accepter une nomination en tant que juge à la Cour suprême de la Saskatchewan. 
En 1918, il est nommé à la cour du banc du Roi et en 1921, à la cour d'appel de la Saskatchewan.
McKay siège aussi au conseil des gouverneurs de l'université de la Saskatchewan.